# Jakob Platzer
Jakob Platzer fue un deportista austríaco que compitió en luge. Ganó una medalla de plata en el Campeonato Europeo de Luge de 1914, en la prueba individual.

## Palmarés internacional
| Campeonato Europeo | Campeonato Europeo    | Campeonato Europeo | Campeonato Europeo |
| Año                | Lugar                 | Medalla            | Prueba             |
| ------------------ | --------------------- | ------------------ | ------------------ |
| 1914               | Reichenberg (Austria) | Medalla de plata   | Individual         |